# Cornelia Ellis Hildebrandt
Cornelia Ellis Hildebrandt, de soltera Cornelia Trumbull Ellis, (Eau Claire, 7 de septiembre de 1876-New Canaan, 18 de marzo de 1962) fue una artista estadounidense particularmente conocida por sus retratos en miniatura. Fue una de las últimas figuras del resurgimiento de la pintura en miniatura en Estados Unidos a principios del siglo XX, dando muchas conferencias sobre el género en sus últimos años.

## Biografía
Hildebrandt, nació en Eau Claire, Wisconsin, hija de Arthur Cadwalader y Eliza (Potter) Ellis. Estudió en el Instituto de Arte de Chicago y luego pasó dos años en París (1897-1898), donde estudió en la Académie Colarossi y con Augustus Koopman y Virginia Richmond Reynolds. Durante su estadía allí conoció al retratista estadounidense Howard Logan Hildebrandt, quien más tarde se convertiría en su esposo. Se cree que su pintura Miss C es un retrato de ella.
A su regreso de París tuvo un estudio en Chicago por un tiempo, pero después de casarse con Howard Hildebrandt el 3 de septiembre de 1902, la pareja se estableció en la ciudad de Nueva York. En 1912 había establecido su carrera como miniaturista con una exposición individual de 15 de sus pinturas en el Museo de Arte de Worcester. Fue miembro de la Sociedad Estadounidense de Pintoras en Miniatura y de la Asociación Nacional de Pintoras y Escultoras en cuyas exposiciones recibió numerosas medallas. Durante la década de 1930 también fue miembro de la Works Progress Administration. 
Cornelia y Howard Hildebrandt pasaron gran parte de sus últimos años en su casa de verano en New Canaan, Connecticut. Howard Hildebrandt murió en 1958. Cornelia murió en New Canaan cuatro años después a la edad de 85 años.